# Pistolet maszynowy Vigneron M2
Vigneron M2 – belgijski pistolet maszynowy. Znajdował się na uzbrojeniu armii belgijskiej, portugalskiej (jako Pistola-Metralhadora m/961), angolskiej i mozambickiej. W mniejszych ilościach był używany przez formacje zbrojne powstałe na terytoriach byłych kolonii belgijskich.
M2 był produkowany stosunkowo nowoczesnymi metodami (szeroko stosowano głębokie tłoczenie), ale jego budowa była zbliżona do pistoletów maszynowych opracowanych podczas II wojny światowej.
Vigneron M2 został przyjęty do uzbrojenia armii belgijskiej w na początku lat 50. Obecnie jest to konstrukcja przestarzała, ale prawdopodobnie nadal używana w krajach trzeciego świata.

## Opis
Vigneron M2 jest bronią samoczynno-samopowtarzalną. Zasada działania oparta na odrzucie zamka swobodnego. Mechanizm spustowy umożliwia prowadzenie ognia pojedynczego i seriami. Bezpiecznik nastawny połączony z przełącznikiem rodzaju ognia. Drugim bezpiecznikiem jest automatyczny bezpiecznik chwytowy.
Vigneron jest bronią zasilaną przy pomocy dwurzędowych magazynków pudełkowych o pojemności 32 naboi. Gniazdo magazynka znajduje się w u dołu komory zamkowej.
Lufa o długości 305 mm jest zakończona osłabiaczem podrzutu.
Kolba wysuwana, wygięta z metalowego pręta. Przyrządy celownicze mechaniczne, stałe (celownik przeziernikowy).